# Революційна ситуація
Революційна ситуація — політична ситуація, за якої політична криза може перерости в революцію.
Володимир Ілліч Ленін сформулював і виділив три головні об'єктивні і суб'єктивні ознаки, що описують кризову ситуацію, яка складається в суспільстві напередодні революції:
- Верхи не можуть управляти по-старому — неможливість панівного класу зберігати в незмінному вигляді своє панування;
- Низи не хочуть жити по-старому — загострення, вище від звичайного, злиднів і бідувань пригноблених класів і їх бажання змін свого життя в кращу сторону;
- Значне підвищення активності мас, які зазвичай дають себе грабувати спокійно, а в бурхливі часи приводяться, як усією обстановкою кризи, так і самими «верхами», до самостійного історичного виступу.

Суб'єктивною умовою, яка перетворює революційну ситуацію в революцію, є здатність революційних класів до масових дій, досить сильних, щоб зламати опір старого уряду.
| Політика | Це незавершена стаття про політику. Ви можете допомогти проєкту, виправивши або дописавши її. |